# 高嶺の花 (テレビドラマ)
『高嶺の花』（たかねのはな）は、2018年7月11日から9月12日まで毎週水曜日22時 - 23時に、日本テレビ系の「水曜ドラマ」枠で放送されたテレビドラマである。主演は石原さとみ。

## あらすじ
華道の名門｢月島流｣の令嬢・月島ももは美しく才能豊かで、すべてに恵まれていたが、婚約者に裏切られ結婚が破談となり、深く傷つき立ち直れずにいた。そんなある日、ももは転んで自転車を大破させ、迷い込んだ商店街で自転車店を営む風間直人と出会う。ももは、直人が周りから“ぷーさん”というニックネームで呼ばれ、愛されていること知り、彼のことが気になりはじめ、行動を共にするように。ももは少しずつ心が癒やされていく。

## キャスト

### 主要人物
月島もも（つきしま もも）〈29〉
演 - 石原さとみ（幼少期：仙波茜）
華道の名門「月島流」本家の長女。1989年3月4日生まれ。文京区大塚在住。
圧倒的な華道の才能と抜群のルックスを持つため「高嶺の花」と呼ばれる。
物語開始の半年前、結婚式当日に婚約者の吉池から二股交際と浮気相手を妊娠させたことを告げられ、結婚を破談にされたが、吉池のことが忘れられず、彼につきまとい行為を繰り返し、警察から接近禁止命令を受けている。
結婚破談のショックで自律神経が乱れて、味覚や嗅覚を失っていたが、直人たちに結婚破談のことを打ち明け、励まされた飲み会の翌朝、直人の用意した朝食を食べた際に味覚と嗅覚が回復していることに気付く。
父の後妻で水商売上がりのルリ子のことを母として認めておらず、折り合いが悪く犬猿の仲である。
直人の友人たちにキャバ嬢に間違われたことから、キャバクラ「クラブ花」でアルバイトの面接を受けて本当にキャバ嬢になり、直人たちに華道家であることを隠し、キャバ嬢として接する。クラブに出勤しても直人たちの接客にしか応じず、他の客からの指名を無視するが、外見に難のあるキャバ嬢ばかりが揃っていることから別名「怪物ランド」と客から呼ばれるクラブ花において、容姿の美しいももは掃き溜めに鶴という理由で、クラブの店長からその勤務態度を大目に見られている。
吉池から妻の真由美が実は月島流の師範代で、自分とももの仲を切り裂くためにハニートラップにはめられた疑いがあると示唆されたことから、父の市松にそのことを問い詰めると、結婚で吉池が月島家の婿養子にならず、ももが吉池の家に嫁ぐことでももの華道家の才能が月島家から喪失し、月島流本家が衰退することを危惧したために、結婚を破談にさせようと家元の命令で真由美を吉池に仕向けたことを認めたので、市松に対し「絶対に許せない」と言い放つ。
吉池に襲われ負傷した市松から、無理やり結婚を破談にさせ、ももに家元を継承させようとしていたのは、ももに家元を継承させることが、自分の命と引き換えにももを出産したももの亡き母との約束であったからだと初めて聞かされ、直人との結婚で家を出ると宣言したものの、自分自身が吉池にされたように結婚直前に直人を裏切り、「罪悪感」と向き合うことで家元を継承しなければならないと心変わりしてしまう。
直人との教会での結婚式に乱入した拓真にさらわれるももに対し、直人が微笑んだことが心に引っ掛かっていたが、それは直人がももが華道家として立ち直ろうとしていることを結婚式の前から悟っていたからであったと、ななから直人は結婚式の前からももが裏切ることを知っていたと教えられた話と合致したため、納得するとともに、それでは罪悪感を抱けないと酷いことをしておきながら逆切れして、ななに呆れられてしまう。
会食の席で神宮流の次期家元候補である兵馬から、初対面でありながら、華道家としてのもうひとりの自分に心の乱れがないことを見抜かれ驚愕する。
神宮流の次期家元を目指すため、ななを騙して潰してしまう生き方をする宇都宮に対し、普通に生きられず哀れだとさげすむ。
直人にもらった結婚指輪を返しに直人の前に現れ強がっていたものの、帰りのタクシーの中で号泣してしまう。
月島家の次期家元を決める俎上で、直人が心に蒔いた種に翻弄され、心に迷いを生じたまま花を活けてしまう。
月島家の次期家元を決める俎上でななに負けてしまい、亡き母の思いを成し遂げられなかった自責の念から精神的に追い込まれ、心をリセットする救いを求め兵馬に抱かれようと彼のマンションに行き、ベットを共にしようとするが、事が始まる前に気を失ってしまい、その間にななから助けを求められた直人によって連れ帰られる。
自分の愛はえぐいぐらいに素敵で、深くて、激しく、誰も受け止めきれず壊れるか、逃げてしまうと直人に心の苦しみを打ち明けると、直人から「僕の愛は、あなたの愛よりも素敵ですよ」と苦しみを優しく受け止められ、直人の愛を証明できるのかという問いには「割と簡単に」と返される。
宇都宮龍彗会解散に伴い、イベントスペースの撤去作業に立ち会っていた龍一のもと訪れた際、自身が月島流の家元争いに負けた状況と重ね合わせ、龍一が神宮流の家元争いに敗れたことを労ったことに対し、龍一は自分は異母兄弟での家元争いであったが、ももとななの家元争いは異母姉妹の争いですらなく、本流と亜流の争いで、市松が実子ではないももではなく、実子であるななを俎上に勝たせるための出来レースであったと暴露される。龍一の告白を受け入れられないももは、龍一の発言を否定しようとするが、華道家としてどうでもよくなった自分が今更嘘をつく理由はどこにもなく、ももの作品がななの作品に劣っているはずがないことはもも自身が良く分かっているはずだと切り返され、自分が市松の実子でない現実を突きつけられる。
龍一から自身が市松の実子でないと告げられ、稽古場の市松の元を訪れ、自分は実子でないのかと質問したが、市松から返事がなかったことで逆に事実であることを確信する。
自分はななを家元にするための噛ませ犬だったのかと市松に問いかけると、市松から逆に、噛ませ犬のような扱いをしたことをどう思ったのかと質問を返され、怒りや悲しみの感情でなく、ももの母親に裏切られ傷つきながらも、自分のことを実子として何不自由なく育ててくれた市松には感謝の気持ちしかないと、稽古場でありがとうございましたと正座をして頭を下げる。
自分が月島家と血のつながりのないことを知り、自活しようと一度は辞めた「クラブ花」にキャバ嬢として舞い戻り、自暴自棄で泥酔状態になっているところに、どこからかクラブに戻っていることを聞きつけた直人が現れ、お嬢様の素性がばれているのにキャバクラで働くことはないと店から連れ帰ろうとするが、直人に自分は自分が毛嫌いする不倫の末に生まれた月島家と血のつながりがない子供で、家元も妹と思っていたななが継承することになって、もう月島家とは無関係で、お嬢様でも何でもないと告白して直人を心配させる。酒なら別の店や俺の自宅で飲めばいいと尚も連れ帰ろうとする直人に対し、お嬢様でないと分かった途端、安上がりで済ませようとしている、自宅に行って安全日じゃないけど相手をしてもいいなどと悪態をつき、直人を困惑させる。最後には他の客の席に逃げ込み、直人をストーカー扱いして、逃げ込んだ先の客と直人が喧嘩になってクラブから退席すると、クラブの床に膝から崩れ、茫然としてしまう。
直人からの後押しで、ももの実父であることを名乗りでた高井に対して、ももの母親との関係を正当化しようとしている、もう二度と目の前に現れるなと拒絶してしまう。
ななが龍一と一緒になるため、月島流次期家元の継承権を放棄したことを受け、月島の正式に第16代家元の継承を市松から命じられ、家元継承のため、共依存して直人を頼っていては、家元としてひとりでやっていけない、頼られる直人もダメになってしまう、共倒れになることもあると考え、直人との別れを決心する。
直近の華道協会の理事会で、月島流次期家元として作品を披露することとなり、稽古場にこもり思案していると金と銀が活け花の介助に現れ、ふとしたことから母の千恵子がどの様な花を活けていたこという話になり、金と銀が言うには「わたしはお花」と表現されるような花を活けていたことを知る。ももは母の活けた「わたしはお花」という作風が気になり、自分なりに試行錯誤して花を活けて、最終的に余計な装飾のない、シンプルに花が一凛刺されただけの作風に辿り着き、何かしらの手ごたえを感じる。そして稽古を終え自宅マンションに戻ると、直人が苦労して摘み取った「高嶺の花」が花瓶に一輪挿しにされ届けられていた。その高嶺の花を見たももは、先ほど稽古で感じた手ごたえが何であったを悟り、ななにエントランスまで来るように連絡する。以前ななが「好きな人がいるほうが勇気が湧く」と言っていてことに対しももは「そんなのおままごと」とバカにして一蹴していたが、「その（好きな人への）思いを真っ直ぐに極限まで昇華すればいい」、迷わず好きな人を好きというその気持ちを自分なら（活け花で）表現できると自信に満ち溢れ、ななも「お姉ちゃんは天才だから表現できる」と応援し、ももは「わたしはお花、わたしたちはお花」と言ってななを抱擁して、互いが好きな人を好きという思いを、真っ直ぐに極限まで昇華させあうことの健闘を誓いあう。
高井の運転するハイヤーで華道協会の理事会へ向かう道中、ももは高井に母は死ぬまで自分を（高井の娘でなく）家元の娘であると言い続け、母は高井でなく家元を愛していた残酷な仕打ちをしたが、母の死後、あなたは母以外の誰かを愛したことはなかったのかと質問する。高井が「誰も愛していません」と答えると、ももの表情は和らぎ、高井の純愛を貫き通す姿勢を評して「まるでぷーさんみたい」と笑みを浮かべる。実の父である高井の気持ちを知ったももは、理事会で披露する活け花を通して「全力であなたの（純愛を貫き通す）人生を肯定してあげる」と高井に約束する。
月島流次期家元の腕前を披露するはずであった協会理事会の場で、ももは新流派立ち上げの俎上を催し、自分の価値観に固執せず、相手の価値観に合わせてくれる優しい直人を太陽に、自身はその太陽に喜びに満ちて顔を素直に向ける花に見立て、好きな人に対する思いを真っ直ぐに向ける「わたしはお花」と求愛の証を表現し、理事たちをして「次元が違う」と言わしめた兵馬をも「言葉もない」と感動させる花を活ける。その花を活けるももの姿に、市松は亡き前妻である千恵子の面影を見出す。市松は「これは月島ではない」と名もなき初代家元として、いばらの道を進むのかとの問いに、「ひとりではありません。支えあう人が」と答えると、市松はももの活けた花に見事ではあったと感想を述べ、新流派の立ち上げを認める一凛の菊の花を投じ、満場一致で新流派の立ち上げが協会に認められる。
直人に求婚を受け入れられたももは、老若男女関係なく、誰もが楽しめる活け花教室を開き、集まった人たちと公園の青空教室で花を活けることを心から楽しむ。
風間直人（かざま なおと）〈39〉
演 - 峯田和伸
商店街の自転車店「サイクルショップ カザマ（風間輪店）」店主。通称「ぷーさん」。
中学2年のとき父を亡くして以降、母子家庭で育つ。高校卒業後は三代続く家業の自転車店を切り盛りしながら、二十年来自宅療養する母・節子の介護を続けていたが、その母も亡くしてしまう。成人してから女性と交際したことはなかったが、「結婚して幸せになっておくれ」という母の遺言を実現しようと、結婚を考える。
キャバ嬢だと思っていたももが、華道の名門月島家の令嬢ということを彼女が取材された雑誌から知ることとなり、自分の境遇との余りもの違いから、ももが「高嶺の花」であると驚愕する。
祖父の代から受け継がれてきた結婚指輪を渡し、ももにプロポーズして、婚約祝いのパーティーの後に夜間受付で婚姻届を役所に提出したが、パーティーの前に運転手の高井から、ももは市松からももの母親が命と引き替えに次期家元としてももを出産した話を聞かされ、家元を継承する心変わりをしており、本当は結婚する意志がないと告げられていたことから、正式に婚姻届が受理される前、早朝に届けを回収していた。
ももが結婚直前に直人を裏切り、その罪悪感と向き合うことで華道家としての自分を取り戻そうとしていることをななから教えられるが、裏切られるのにも関わらず、そんなももをカッコいい、そんなことをできるから芸術家なんだと賞賛して、ももに裏切られ、二度と会えなくなると分かっていても、ももは自分に甘えてくれているのだと許してしまい、教会での結婚式に乱入した拓真にさらわれるももに対して微笑みかけてしまう。
教会から連れ去られるももに悲しい顔でなく、微笑みかけてしまったことで、本来取るであろう反応と異なる反応をして、ももの心に直人を意識させる印象を与えてしまい、華道家として立ち直る邪魔をしたのではないかと後悔しているが、微笑みかけたのはももを奪い去られることが悔しく、自分の印象を残す種を蒔く行為であったと振り返る。
家元を決める俎上でななに負けて自暴自棄になり、心をリセットするのに兵馬に抱かれたら救われると自宅を出て行ってしまったももを連れ返してほしいと、ななから助けを求められ、兵馬のマンションに押しかけ、ももが頻りに言及する「もうひとりの自分」とは何なのかを理解しようと、図書館で活け花の本を借りるなどして必死に考え、健全に成長すれば一度消えたら二度と現れない「子供の頃の自分」こそが「もうひとりの自分」であると、辿り着いた持論を兵馬に示し、恋愛感情のない相手と肉体関係をもてば「もうひとりの自分」を取り戻せると、ももにうそをつくなと兵馬に忠告し、更に「次の機会はねえよ」と警告して、気を失っているももを抱きかかえ連れ帰る。
ももから、自分の愛はえぐいぐらいに素敵で、深くて、激しく、誰も受け止めきれず壊れるか、逃げてしまうと心の苦しみを吐露されると、「僕の愛は、あなたの愛よりも素敵ですよ」と苦しみを優しく受けとめ、その愛を証明できるのかという問いには「割と簡単に」と答える。
千秋と図書館の帰りに立ち寄った公園で、千秋から婚活をしているという話は嘘で、幼少期に弟にばかり愛情を注ぎ、自分は放置されていたことがトラウマで、今でも精神が落ち着かないときがあり、自分に子供ができたら母のような毒親になるのではないかと苦しんでいることを吐露されると、千秋が図書館で心理学の本ばかり読んでいたのは、救いを求めていたからだと察して、どの本にもあなたは何も悪くないと書かれていたはずだ、あなたには将来、子供やあなたごと守ってくれる男性が現れるはずだと千秋を慰める。
ももをキャバクラから連れ帰る際に揉めてキャバクラの客に殴られた直人の傷の確認と、直人が活けた花の回収に自転車店にやって来た高井に、月島家の実子でないことを知り、心が荒れているももの心の痛みをふたりで分配をしようと持ち掛け、その際、以前ももと結婚しようとした際、「君にはとても受け止めきれない」と高井に結婚を反対されたことから、高井のももに対する父性を感じ取っており、直感から高井はももの実父ではないかと質問するが、高井からは、幼少の頃からももに接していたので、そのような気持ちがあるのは不思議ではないと、質問をはぐらかされてしまう。しかし、今回は自分の出自が分からないのはアイデンティティーの崩壊で、ももの心への衝撃が強いので、もし父ならば名乗り出るべきだと食い下がるが、高井に「そんなはずがないだろう」と、その場から立ち去られてしまう。
キャバクラの客に殴られた直人の見舞いに千秋が直人の自宅を訪れた際、通り雨で千秋が服を濡らしていたので直人は着替えを用意するが、千秋は用意した着替えを着ずにロング丈のキャミソールの下着姿になり、密かにスマホを介してももに伝えながら直人を誘惑しようとする。しかし直人は「ドッキリでしょ。俺がモテるはずがない」と本気で取り合わない。そんな直人に千秋は元カノのももにバレないからいいじゃないと誘惑しようとするが、バレなければいいというのは犯罪者の理屈で、それでも世の中で浮気が多いのは、浮気している間、交際相手の顔が頭に浮かんでこないからだと思うが、自分は今でも、ももの顔が頭に浮かんでくると、千秋の誘惑を受け入れない。それでも、千秋は世の中には浮気を許してくれる女性もいると尚も直人を誘惑しようと試みるが、自分は浮気を許すような女性には興味がなく、（もものように）浮気されると傷ついてしまうような女性のほうがいいと言って、再び千秋の誘惑を受け入れない。直人は突然、分厚い湯呑と薄いティーカップのどちらが割れにくいかと千秋に問いかける。千秋は分厚い湯呑と答えるが、直人は割れにくいのは薄いティーカップのほうで、その理由は、割れやすいから大切に扱うので割れないと、傷つきやすいももを大切にしたい気持ちがあることをティーカップを比喩に使い千秋に伝える。直人と千秋のやり取りをスマホを介して聞いていたももは、直人のももを思う気持ちを知り感激する。
ななが次期家元の継承を放棄して、ももが正式に次期家元の継承を市松に命じられたことを受け、華道家として独り立ちしないといけないと考えたももから別れを切り出され、今までの決別とは体感で違うと感じ、二度と会えなくなるのではと思い、なんとか別れないようにと食い下がるが、今までのことをありがとうと最後にももに言われ、離れられてしまう。
ももからの決別の際に渡された弁当を泣きながら食べ、商店街の仲間たちにももとの決別を報告するが、頑張っているももを助けてあげたいと未練たらたらで、突然、宗太が以前、摘もうとして負傷した富士の樹海に咲く高嶺の花をももにプレゼントすれば考えを変えてくれるのではないかと思い立ち、幸平のタクシーで太郎や教頭の三宅たちとともに花を摘みに樹海へと向かい、樹海付近にタクシーでたどり着くと、そこからは徒歩で樹海の中を彷徨い高嶺の花が咲いている場所を探し回る。そして、直人たちは断崖絶壁の頂点に咲く一凛の「高嶺の花」を見つけ出すことに成功するが、花を摘むために断崖を登っていくのには余りにも道のりが険しそうだったため、幸平たちは花を「取らず」にスマホでその花の写真を「撮って」帰ろうと言って怖気ずいてしまう。そんな中、直人は意を決して高嶺の花を摘み取ろうと険しい断崖を少しずつ慎重に登りつめていき、あと少しで摘み取れそうなところでギリギリ手が届かない状況に陥る。直人はももに戻ってきてもらえる思いを込め「俺は英雄になる」と叫ぶと同時に断崖でジャンプして、ついに高嶺の花を摘むことに成功する。しかし、それと引き換えに直人は高所から転落して足をケガして病院に入院することになってしまう。
足のケガが癒えて退院し、千秋が運転するツーシーターのオープンカーで自転車店に戻ると、店内にはたくさんの美しい活け花が飾られており、二階の居住スペースに行くと、そこにはももが膝をついて直人を待ち構えていた。新流派を立ち上げ、ももは直人と一緒になるため月島の家を出てきたのだ。直人は又どっきりだと勘ぐったり、ももは高嶺の花なので心の準備ができていないと白状すると、ももからあなたには高嶺の花を摘む資格が十分あると言われる。すると直人はふと、昔母から言われた「お前はいつか、本物の愛を手に入れる」という言葉を思い出し、やっとももの求婚を受け入れる。そのやり取りはスマホを介して商店街の仲間たちや千秋に筒抜けになっており、ももと結ばれた直人はみんなから祝福される。

### 月島家
月島なな（つきしま なな）〈21〉
演 - 芳根京子
ももの異母妹。「月島流」本家の次女。文京区目白台四丁目一番地在住。
圧倒的な華道の才能を持つ姉を大いに慕い、素直に敬意を表する心優しい性格。ロマンティストな一面があり、運命の出会いを信じている。
月島流に近づき、母のルリ子から聞き出したななのロマンティストな性格につけこんだ宇都宮の印象操作で、彼のことを運命の人と意識するが、一方で宇都宮に次期家元と目される姉・ももが自分の運命の人だと嫉妬させる言動で焚きつけられ、宇都宮に自分に振り向いてもらおうと、これまで意識してこなかった次期家元を目指す決意をし、家元の市松に願い出て次期家元への挑戦を許される。
ももの自宅に遊びに行き、次期家元に挑戦することをももに告げた際、ももが結婚で月島の家を出ることになったとき、門下の幹部師範たちが自分のことを次期家元と注目したかと思えば、ももの結婚破談で再びももが次期家元として戻ってきたと掌を返す様子を垣間見、周りから自分は見下されていると感じ取り、これ以上ももの存在に振り回され辛い思いをするのは嫌だと、感情を爆発させてしまう。
宇都宮が月島流を乗っ取り、地位も名誉も両方欲しがっている野心家で、そのため自分に近づいてきたと思っているが、自分を愛してくれるならば、自身は月島の家元の座を宇都宮に明け渡すつもりだと心の底から宇都宮に惚れてしまっている。
ももが元の優れた華道家であった自分を取り戻すため、直人を結婚直前に裏切るだろうと宇都宮から示唆されたことから、事前に間違いが起こることを阻止しようと直人の自転車店を訪れ、直人はももに裏切られるかも知れないと教えるが、そのことを既に悟り、許してくれる直人の優しさに驚かされる。
宇都宮とドライブデートの約束をした日に彼の自宅を訪ねると、そこで宇都宮と母のルリ子がベットを共にしている現場を目撃してしまい、その衝撃から錯乱してその場を飛び出し、月島家に逃げ帰り、放心状態となって稽古場に閉じこもり消息を絶ってしまう。
家元争いに負け、精神的に追い込まれてたももに、恋人と思っていた宇都宮を母のルリ子に奪われていた嫉妬や苦しさ、心の毒を込め花を活ければ、元のいい娘に戻れるのは、宇都宮に抱かれていない中途半端な悔しさだったからだと暴言を吐かれてしまう。
次期家元を決める俎上でももに勝利したものの、自身の評価ではももの作品に劣っていると感じており、市松が自分に勝利を決定づける票を投じた真意が分からず、納得できる説明を求めると、他言無用と前置きされた上で、ももは自分の実子でないので、家元を継がせるわけにはいかないので、勝たせなかったと真実を告げられる。
神宮流の家元争いに負け、自分の興した流派を解散し、自宅マンションを引き払おうとしていた龍一のもとに現れ、自分は月島流の家元にはならず、龍一についていくと告げる。龍一は神宮流の家元の座が欲しくて、ななと母親のルリ子を利用していたのに、頭でも打ったのかと苛立つが、必死になっていたから仕方がなかったと、龍一の悪行を許す。更に暗闇を、毒をななに盛ったと龍一に懺悔されても、俎上で花を活けて毒はどこかに消えてしまった、その程度で毒が抜けるのは龍一に抱かれていないからだとももに言われ、もし抱かれていたのなら、もっと龍一も母のルリ子も憎んでいたかもしれなかったのに、なぜそうしなかったのかと問い詰める。龍一は、そこまで市松から頼まれていなかったからだと答えるが、私に嫌われたくなかった、憎まれたくなかったから、抱かなかったのではと反論すると、ななが好きという感情でなく、「汚（よご）したくなかった、汚（けが）したくなかった」自分のような悪行をする男を信じ切った真っ直ぐな目で見つめることに対する罪悪感から、抱かなかったと龍一は心の内を泣き叫ぶ。そんな龍一に対し、ななは「今も真っ直ぐにみている」と言葉を返し、今日は帰らずに、汚れたり、汚れたりせず、逆に龍一を元の綺麗な龍一に戻すと告げ、龍一に寄り添い抱擁する。そんなななに、龍一は腕を回し泣きながら抱擁し返す。
龍一と一緒になるため、月島流の顧問弁護士同伴のもと月島流の次期家元継承権、財産を放棄する覚書を家元の市松に提出し、市松から了承され、破門を言い渡される。
ももとの縁談を市松に勧められた後、消息を絶ってしまった龍一を競走馬を育成する牧場で見つけ、これからはずっと龍一と一緒にいるのがわたしの運命と言って、龍一と抱擁しあい、口づけを交わし、二人はついに結ばれる。
月島市松（つきしま いちまつ）〈62〉
演 - 小日向文世
「月島流」第15代家元。ももとななの父。
右腕が震えてしまうようになり、人前で花をいけるデモンストレーションができなくなっている。
結婚が破談になりショックを受けているももを心配し、立ち直るためにももに新しい恋愛を勧めるが、それは傷ついた心を癒すための一時的な措置で、傷が癒えれば相手に別れを告げればいいと言い放つ。
ななが次期家元に挑戦すると願い出た際、家元候補のライバルである姉のももと切磋琢磨させるのに、ももを憎み、その感情を言葉にしろと焚きつけている。
ももが吉池との破局後に出会った直人との結婚を宣言し、次期家元の地位をななに譲ると告げると激怒し、破門を言い渡す。
ももが婚約者の吉池との色恋に夢中になり月島の家を出て、将来の家元の地位を捨て華道家の才能を喪失しそうになったことを危惧し、結婚を破談させるために裏で月島流の弟子で、現在は吉池の妻である真由美に吉池を寝取るよう命令していた。
市松が結婚を破談させてまで、ももに家元を継承させることにこだわったのは、ももの亡き母が生きた証として自身の命と引き換えにももを出産し、次期家元を継承してもらうことを望んでいたためであったと、ハニートラップの事実を知り、激怒した吉池から頭部を殴打され入院した病室でももに伝える。しかし、実際は、華道家としてのももの技量を評価する一方、運転手の高井と前妻の間の子供であるももが、家元である自分の実子のななに負けることがあっては決していけないと、ももをななと競い合わせさせるための噛ませ犬として、ももを月島流に留めさせることが目的で、ももの亡き母の出産の話を脚色して伝えていた。
ももとななのどちらが家元を継承するのにふさわしいか、技量で勝負させるために俎上を催すことをルリ子に告げ、審査をする幹部師範を招集するよう手配させるが、裏で宇都宮からルリ子が組織したななを次期家元に支持する20名の幹部師範のリストを確認しており、宇都宮からななを家元に擁立したければ、ななを支持する幹部師範に審査させれば好都合ではないかと疑問を投げられると、月島家を弱体化させないためには、正々堂々とした勝負でなければいけない、芸術の本質は曲げてはいけないという考え示す。
この世の汚れを知らぬ者に、この世の美しさがわかるはずもないという考えの下、月島流の神髄である「揺蕩える光と影」を体現させるため、性格が素直すぎる娘のななに対して、華道の道を究めさせるために宇都宮が肉体関係を持っている母のルリ子と現場を目撃させ、無理やり汚れを知らしめることで、ななを華道家として開花させようとする。
ももとななが月島家の次期家元をかけた俎上で、二人が花を活ける過程を非公開にし、先入観なく純粋に活けた花の出来のみで優劣を決める、一見、公明正大な判定方法を告げるが、これは、ななを次期家元に支持する判定者に選ばれた6名が、間違ってももに票を投じないよう、票が半分に割れることを誘導し、どちらが活けた花か見抜く技量を持つ市松が、勝者を決める最後の票を実子であるななに投じる狙いからであった。
次期家元をかけた俎上で、ななの活けた花の完成度はももの作品より劣るが、ななの作品に点在する危うさ、悲鳴のような憤りに引き込まれ、その感性を短い間に習得したことに感服し、ななには限りない成長を感じたが、一方ももの作品には、しっとりとして、上品な印象ながら、その裏には後ろ活けの名手ともてはやされ、増長してななの作品に才気、技量で負けるはずがないという高慢な面が垣間見られ、そのような心づもりならば、俎上でななに一凛の菊も投じられないほどの圧倒的な完成度でなければならないはずが、そこまでの完成度でなかったことから、ももに抗えぬ衰退を感じたことが、ななを勝者と判定した要因であると総括する。しかし、後日、自分の作品はももの作品よりも劣っていると感じていたななから、市松が自分に勝利を決定づける票を投じた真意について納得できる説明を求められると、他言無用と前置きした上で、ももは実子でないので家元を継がせるわけにはいかず、勝たせなかったと告げる。
稽古場で右腕を震わせながら花を活けている際、自身は市松の実子でないのかを確認するためにももが訪ねてきて、右腕が震えるのは精神的な影響で、それは家元もいつしかもう一人の自分を見失っているからだと言われ、更に、失ったもう一人の自分はもう二度と見つけることは出来ず、恋愛で罪悪感を感じても取り返すことは無理らしいと、兵馬を介して伝え聞いた直人の考えをももから教えられる。
自分は実子ではないのかととのももの質問に返答することができず、そのことでももは自分は市松の実子でないと確信する。
自分はななを家元にするための噛ませ犬だったのかとのももの問いかけに対し、逆に、噛ませ犬のような扱いをしたことをどう思ったのかと質問を返すと、怒りや悲しみの感情でなく、ももの母に裏切られ傷つきながらも、自分のことを実子として何不自由なく育ててくれた市松には感謝の気持ちしかないと、稽古場でありがとうございましたと正座をして頭を下げられる。
龍一と一緒になるため、ななが月島流の顧問弁護士同伴のもと月島流の次期家元継承権、財産を放棄する覚書提出し、市松はそれを了承し、破門を言い渡す。
ななが自分と一緒になるために家元を放棄してしまったことを詫びに龍一が市松のもとを訪れた際、いずれももが実子でないことが伝わってしまい、その際はななを次期家元に御輿を担ぐお家騒動が起こることを見越して、今回ななを家元にする出来レースの俎上を行ったと本心を告白し、ななに才能を見出したい思いもあったが、ななにはもものような天賦の才がなく、努力で補うには限界があると考えており、結局は天賦の才があるももが次期家元にふさわしいという思いを秘めていた。
次期家元にはももが相応しいと秘めていた考えを龍一に告げると、龍一のビジネス面での手腕を評価しており、ももと一緒になって龍一を負かした兵馬をも超えるももの才能を見てみたくはないかとももとの縁談を勧める。しかし、市松がももとの縁談を龍一に持ち掛けたのは、ももとの縁談とななと一緒になることを天秤にかけさせ、龍一が月島流の名誉と地位や、自身は俎上で敗れた兵馬がももの天賦の才能にひれ伏し、間接的に兵馬にリベンジできるかもしれない状況を放棄してまで、ななと一緒になるか、ななを心の底から愛しているかを見定めるための考えからであった。
月島流次期家元としてももが活け花を披露すると思っていた協会の理事会の場で、ももが協会に属する新流派を立ち上げるための俎上を催すことを知り激怒するが、兵馬に理事の満場一致でないと新流派は認められないから、新流派を認めたくなければ票を投じなければいいだけのことだとなだめられ、ももの活け花を鑑賞することになり、ももが花を活ける姿に、かつて自分がその華道の実力に嫉妬した亡き妻・千恵子の面影を見出し、反対していたはずであった新流派の立ち上げに賛成する一凛の菊の花を投じる。

月島ルリ子（つきしま ルリこ）〈45〉
演 - 戸田菜穂
市松の年若い後妻。
貧しい漁村の生まれで、元は銀座のクラブのママでホステス上がり。市松の連れ子であるももとは犬猿の仲で折り合いが悪い。
ももに家元を継承されては自分には何も残らないと、実子であるななに家元を継承させようと画策し、利害が一致する宇都宮に接近を図る。
宇都宮と接触した際、彼から裏切らない保証として体を求められ、その要求に応じて宇都宮と不倫関係となるが、この関係を家元にばらすと脅迫され、宇都宮に月島流の内部を探るスパイとして操られることになるものの、若い宇都宮の肉体に魅了され、この関係も悪くないと思っている。
ももが直人との結婚で月島の家を離れることを宣言し、次期家元にななを推薦したため、市松にななを次期家元として見て欲しいと稽古場に近づき訴えるが、華道家以外は稽古場に近づくなと叱りとばされる。しかし食下がらず、ななと宇都宮が交際しており、ふたりに未来の月島流を盛り立ててもらおうと再度訴えるが、市松に「なんと愚かな」と見放されたため、市松は亡くなった前妻とその娘のももしか愛していないと痛感し、門下のななを次期家元に支持する幹部師範20名を束ね、組織票でななを家元を継承させることを決意する。
娘のななが次期家元に決まり、自分の思惑通り事が運んでいると思い込み、宇都宮とななの縁談を進めようと宇都宮に持ち掛けるが、宇都宮から、自分は次期神宮流の俎上で市松から票を投じてもらうため、市松の指示でルリ子と不倫関係となり、ななを華道家として開花させるのに、知らない間に宇都宮を介して旦那である市松に踊らされていたことを明かされショックを受ける。
もももななも家を出て行ってしまった後、月島流を衰退させないために組織の強化に取り組む様子を「本当に月島のことを考えてきたのはお前かもしれない」と市松に労われ、華道のことはわからないが、月島の血筋を絶やさないことが自分の役目と答えると、だからこそ愛したのだと、市松から告げられる。
市松は華道の才能あふれる前妻の千恵子は疎んじて遠ざけてしまったが、家元として息苦しい生活を送っていた中で、ルリ子と結婚してやっと息ができた気がしたと市松に告白されたが、市松の言葉をにわかに信じられないルリ子は、愛があるなら今からでも跡取りを産んでみせるので証明してほしいと、市松を愛しする気持ちを示す。
高井雄一（たかい ゆういち）〈58〉
演 - 升毅
月島家の運転手。
外出先でももの行動を監視し、市松にももの動向を報告している。
ももと吉池の結婚を破談させるための市松の差し金による真由美のハニートラップの件を知りながら、ももにはそのことを秘密にしていた。
ももがアルバイトするキャバクラに、ももが月島家の華道家として取材されている雑誌を放置し、直人たちにももの正体をリークする工作をしていた。
直人に対し「君にはとても受け止めきれない」とももとの結婚を反対し、ももが市松からももの母親が命と引き替えに次期家元としてももを出産した話を聞かされ、家元を継承する心変わりをしており、本当は直人と結婚する意志がないと直人に告げる。
実は元々、月島流の本部長の地位にいた人物で、市松に芸術家として腑抜けになってしまったのはお前のせいだと虐げられた市松の前妻・千恵子の悩みを聞くうちに深い関係となり、産まれた子供がももで、高井はももの実父であるが、そのことを隠して主人と使用人の関係でももと接している。
家元争いに敗れ、自暴自棄になり兵馬に抱かれにいくももを実父として心配するが、正体を明かせないためももの指示に従い兵馬のマンションへももを送るらざるをえず、苦しむ。
直人にももの実父であることを名乗ることを後押しされて、意を決しももに真実を打ち明けるが、ももからももの母親との関係を正当化しようとしている、もう二度と目の前に現れるなと拒絶されてしまう。
母は高井でなく家元を愛していた残酷な仕打ちをしたが、母の死後、あなたは母以外の誰かを愛したことはなかったのかとのももの質問に対し、「誰も愛していません」と答えると、ももの表情は和らぎ、高井の純愛を貫き通す姿勢を評して「まるでぷーさんみたい」と笑みを浮かべられる。実の父である高井の気持ちを知ったももは、理事会で披露する活け花を通して「全力であなたの（純愛を貫き通す）人生を肯定してあげる」と高井は約束される。
新流派を立ち上げ、ももは月島の家を出て行ったが、「自分は月島の人間です」と、月島家に留まることを市松に告げる。

月島千恵子（つきしま ちえこ）
市松の前妻でももの実母。故人。作中には会話の中で人物像が語られのみで登場しない。
月島流の師範を務めており、容姿は銀が言うには「もも様に生き写し」だったとのこと。
ももを出産することと引き換えに亡くなってしまっている。
周囲の人たちから慕われる華道家で、腕前は家元の市松が嫉妬するほどであったが、市松から「その活け花は月島流ではない」と責められ、市松と結婚してからは活け花を辞めてしまう。
千恵子と結婚後、市松は以前のような活け花ができなくなってしまい、その原因は千恵子のせいだとつらく当たられてしまったため、つらい気持ちを当時月島流の本部長を務めていた高井に相談していたことから深い関係となり、高井との子供を身ごもってしまい、その子供がももであった。
活けていた花は金と銀が言うには「わたしはお花」という作風であった。
金（きん）
演 - 正司照枝
月島家に昔から仕える使用人。銀の姉。
耳が遠く、直ぐに「なんて？」と聞き返す。
後から月島家に来た後妻のルリ子に、月島家を仕切られることを快く思っていない。
新流派を立ち上げ月島の家を出たももを追って、銀とともに直人の自宅に使用人として転がり込む。
銀（ぎん）
演 - 正司花江
月島家に昔から仕える使用人。金の妹。
姉の金と同じく、ルリ子に月島家を仕切られることを快く思っていない。
新流派を立ち上げ月島の家を出たももを追って、金とともに直人の自宅に使用人として転がり込む。

### 商店街
今村佳代子（いまむら かよこ）〈39〉
演 - 笛木優子
スナック喫茶「ボンソワール」のママ。幸平の元女房。
物語開始の2年前、結婚して自分に対しデリカシーが無くなり浮気するようになった幸平に、本気で嫌いになる前に別れないと感情的になって娘に会わせなくなるかもしれないと、半ば脅す形で離婚している。
田村幸平（たむら こうへい）〈40〉
演 - 袴田吉彦
タクシー運転手。直人の幼馴染。佳代子の元旦那。
佳代子のことを嫌いではなかったが、彼女から今別れないと娘に会わせなくなるかもしれないと話を切り出されたため、娘と会えなくなることが嫌で、不本意だが離婚することとなった。
今村芽衣（いまむら めい）〈13〉
演 - 田畑志真
佳代子と幸平の娘。
両親の離婚後は母の佳代子と暮らしているが、父の幸平との関係は悪くない。
秋保と仲が良く、喫茶店で佳代子の手伝いをしていないときは秋保と一緒に直人の自転車店でつるんでいる。
同じ中学校に通っていた宗太から好意を持たれている。
原田太郎（はらだ たろう）〈39〉
演 - 吉田ウーロン太
精肉店「原田ミート」の店主。直人の幼馴染。1978年12月17日生まれ。荒川区東尾久9丁目24番10号在住。
原田由美（はらだ ゆみ）
演 ‐ 奥田恵梨華
太郎の妻。
太郎との夫婦仲は冷め切っており、物語開始の5年前から会話がない。
精肉店でコロッケに何か語りかけながら揚げ物を調理している。
原田秋保（はらだ あきほ）〈17〉
演 - 髙橋ひかる
太郎と由美の娘。コスプレ好き。
優しい直人を慕い、彼の自転車店に入り浸り店番をするときもある。
芽依と仲が良く、一緒に直人の自転車店でつるんでいることも多い。
インスタにコスプレ写真をアップし、フォロワーが三千人いるが、性的な目でしか見ないフォロワーに対しては嫌悪感を持っている。
恋愛経験がなく、女心に疎い直人に女性の気持ちを諭す。

### その他
宇都宮龍一（うつのみや りゅういち）〈31〉
演 - 千葉雄大
華道の新興流派「宇都宮龍彗会」を率いるイケメン華道家。
PR戦略に長け、カルチャースクールのようなシステムを導入したり、イケメン門下生たちに集団で花をいけるパフォーマンスを披露させて急速に生徒を集めるなど、ビジネス感覚に優れているが、拭い難い亜流コンプレックスから華道の名門である月島流にアプローチをかける。
実子のななに月島流家元を継承させようと接触してきたルリ子に対し、自分を裏切らない保証にと彼女の体を要求し、求めに応じたルリ子と不倫関係となるが、自分との関係を利用して、その不倫を家元の市松にばらすと脅迫し、ルリ子を月島流の内部を探るスパイとして操る。
ルリ子から聞き出したななのロマンティストな性格につけこみ、自分がななの運命の人であるかのように印象付けさせる一方で、自分の運命の人は次期家元と目される姉のももであるとななを嫉妬させて、ななに次期家元を目指すよう焚きつける。
ルリ子が組織したななを次期家元に支持する20名の幹部師範のリストを受け取っていたが、そのリストを裏で市松にリークしており、ルリ子に隠れて市松と内通している。
実は日本華道界を代表する京都の華道の名家、神宮流の当代家元の庶子で、神宮流の次期家元の座を異母兄の兵馬と争っており、家元を決める俎上を催すことになると、華道協会の理事を務める七流派の家元が審査をすることから、破綻寸前の三つの流派の票は既に抑えているものの、勝利を確実にするために市松の手先となって恩を売り、その見返りとして月島流の票を手に入れる目的で、市松の指示でももとななが月島流の家元競いをするよう誘導するのに、ルリ子とななを騙していた。
本妻の子というだけで何不自由なく生活している兵馬に対し、これまで庶子である自分や母親のような存在を冷遇し、はした金で黙殺してきた華道界に不満を抱いており、神宮流の家元をなんとしても継承するため、市松の命令でななを壊すような振る舞いをしたが、完全に悪にはなりきれず、ななのことが心配になり、ももにななが消息を絶ったことを電話で教えたため、ももから普通の生き方ができないことを哀れだとさげすまれる。
月島家の次期家元を決める俎上でななが勝利し、上機嫌でななとの縁談を進めようとするルリ子に対し、自分は月島流には興味がなく、神宮流の次期家元の俎上で勝利するため、俎上の判定を投じる票を持つ華道協会理事である市松に近づき、彼からの票の見返りに市松からの指示でななが華道家として開花するよう、月島流の神髄である「揺蕩う光と影」を体現させるために、ななの心のダークサイドを引き出す目的で、ルリ子と不倫関係になり騙していたことをばらす。
神宮流の次期家元を決める俎上において、勝者を決める6票のうち、根回しして確保した月島流の票を含む4票と、それとは別に、俎上を行う前に兵馬がこの俎上の場に重篤で意識不明の当代家元がもし出席していれば、弟を憐れんで票を投じるであろうと、余裕を見せて与えた1票をも確保し、更に各流派を分析しつくし完成させた活け花に自信を持っていたことから、俎上を行う前に、既に勝者は自分であると確信し勝負に挑んだが、結果は、確保していたはずだった流派の票まで全て「次元が違う」と兵馬に投じられ、療養を理由に俎上を欠席した市松の名代であるななが票を投じる前に、兵馬の勝利が確定する。自身に投じられた票は兵馬が与えた1票と、ななが憐みの気持ちから投じた1票のみで、実質、龍一の完敗であった。
神宮流次期家元の俎上に敗れたため、華道界からは神宮流に楯突いた人物と見なされて、金輪際、花材屋からも材料を購入できなくなるであろうことを悟り、自ら立ち上げた宇都宮龍彗会を解散する。
宇都宮龍彗会のイベントスペースの撤去作業に立ち会っていた龍一のもとをももが訪れた際、ももは自身が月島流の家元争いに負けた状況と重ね合わせ、龍一が神宮流の家元争いに敗れたことを労ったことに対し、自分は異母兄弟での家元争いであったが、ももとななの家元争いは異母姉妹ですらない、本流と亜流の争いで、市松が実子ではないももではなく、実子であるななを俎上に勝たせるための出来レースであったと暴露する。龍一の告白を受け入れられないももは、龍一の発言を否定しようとするが、華道家としてどうでもよくなった自分が今更ももに嘘をつく理由はどこにもなく、ももの作品がななの作品に劣っているはずがないことはもも自身が良く分かっているはずだと切り返し、ももが市松の実子でない現実を突きつける。
神宮流の家元争いに負け、自分の興した流派を解散し、自宅マンションを引き払おうとしていたところ、ななが現れ、自分は月島流の家元にはならず、龍一についていくと告げられる。龍一は神宮流の家元の座が欲しくて、ななと母親のルリ子を利用していたのに、頭でも打ったのかと苛立つが、必死になっていたから仕方がなかったと、ななは龍一の悪行を許す。更に暗闇を、毒を盛ったと懺悔しても、俎上で花を活けて毒はどこかに消えてしまった、その程度で毒が抜けるのは龍一に抱かれていないからだとももに言われた、もし抱かれていたのなら、もっとあなたも、母のルリ子も憎んでいたかもしれなかったのに、なぜそうしなかったのかと問い詰められる。龍一は、それはそこまで市松から頼まれていなかったからだと答えるが、私に嫌われたくなかった、憎まれたくなかったから、抱かなかったのではとななに反論されると、ななが好きという感情でなく、「汚（よご）したくなかった、汚（けが）したくなかった」自分のような悪行をする男を信じ切った真っ直ぐな目で見つめられることに対する罪悪感から、抱かなかったと心の内を泣き叫ぶ。そんな龍一にななは「今も真っ直ぐにみている」と言葉を返し、今日は帰らずに、汚れたり、汚れたりせず、逆に龍一を元の綺麗な龍一に戻してあげると告げ、龍一に寄り添い抱擁する。そんなななに、龍一は腕を回し泣きながら抱擁し返す。
ももとの縁談を市松に勧められた後、消息を絶ち、競走馬を育成する牧場で一攫千金を夢見て働いていたが、ななに見つかり、これからはずっと龍一と一緒にいるのがわたしの運命と言われ、ななと抱擁しあい、口づけを交わし、二人はついに結ばれる。

神宮兵馬（じんぐう ひょうま）〈31〉
演 - 大貫勇輔
日本華道界を代表する京都の華道の名家「神宮流」の当代家元の嫡子で、次期家元候補。龍一の異母兄。
若くして人物の観察眼に優れ、一見して相手の心を見抜く力を持つ。
婚外子という環境の違いから自分に憎悪の感情を抱く宇都宮に対し、環境に左右される魂なんて下品でつまらないと言い放つ。
ももが華道家として立ち直った自分が花を生ける際、快感を抱くことができる一方で、結婚式から逃げ出したとき、直人から微笑まれ心に種を蒔かれ、華道家として生きていくことに心に迷いが生じていることを見抜き、迷いを断ち切り「もうひとりの自分」を取り戻すには、また恋愛感情のない相手と結ばれたらいいと、暗に自分と肉体関係を持つようアプローチを掛ける。
ももとななが月島家の次期家元をかけ行われた俎上で、市松が勝者を決める最後の票を投じる出来レースを仕掛けていたことを予見しており、ももより完成度の低いななの作品に、真意は分かりかねるが市松が票を投じたことから「月島は終わる」と断言する。
月島家の次期家元を決める俎上に敗れ、自暴自棄になり、心をリセットするため抱かれに訪ねてきたももとベットを共にしかけるが、ももが気を失ったために未遂に終わり、ももが気を失っている間に、ななから助けを求められももを連れ戻しに現れた直人と対峙し、直人から「もうひとりの自分」とは「子供の頃の自分」であり、人として健全に成長して一度失われたら、二度と現れないものであり、恋愛感情のない相手と肉体関係をもてば「もうひとりの自分」を取り戻せると、ももにうそをつくなと忠告され、更に「次の機会はねえよ」と警告される。
「もうひとりの自分」に関し、芸術家の自分のように感性で感じた考えよりも、頭で考えることで正解に辿り着いた直人を只ならぬ人物と察し、何者なのかと尋ねると「只のチャリンコ屋です」と言い返されてしまう。
ももが気を失っている間に「もうひとりの自分」とは「子供の頃の自分」であり、大人に成長し、一度失うともう取り戻せないと直人に教えられたことを、ももに告げ、華道家として充実していた「もうひとりの自分」を取り戻すことは無理で、月島流の家元になることも無理だと諭すが、ももから恋愛感情のない相手と肉体関係をもてば「もうひとりの自分」を取り戻せると言ったのは兵馬ではないかと切り返されると、それは世話係のモブがももと兵馬が結ばれたら（華道の）天才が生まれると提案したからだと悪びれもせず答える。
神宮流の次期家元を決める俎上において、龍一に根回しで票を確保されている圧倒的不利な状況で、俎上を行う前に、もしこの俎上の場に重篤で意識不明の当代家元が出席していれば、弟を憐れんで票を投じるであろうと、余裕を見せて龍一に1票を与え、自らハンデを負った上で、龍一に根回しされていたはずの流派をも感銘させ、兵馬に票を投じさせてしまうほどの「次元が違う」と評される作品を仕上げ、療養を理由に俎上を欠席した市松の名代であるななが票を投じる前に、兵馬の勝利が確定する。この勝利の確定をもって、実は今回の俎上の前夜に当代家元が死去していた事実を公表するとともに、次期家元ではなく、新家元の襲名を宣言する。
ももが新流派立ち上げの俎上を催した際、ももの活けた花に「言葉もない」と感動し、新流派立ち上げを認める菊の花一輪を投じる。
モブ（もぶ）
演 - 山中柔太朗
兵馬の身の回りの世話や活け花のアシスタントを務める美少年。
言葉を発せず、兵馬のマションを訪れたももの入浴の介助も無言で行う。
新庄千秋（しんじょう ちあき）〈30〉
演 - 香里奈
読書好きの眼鏡をかけた看護師。礼儀正しく困っている人を助ける優しい性格。
直人の行きつけの荒川区立第二図書館で、直人と顔なじみになる。
ある日、病気で倒れた坂東の搬送先の病院へ駆けつけようとしていた直人と駐車場で出くわし、交通手段のなかった直人を自分の車に乗せ病院まで送り届けたことが切っ掛けで、直人と親しい関係となる。
兵馬のマンションに行ってしまったももを、直人に連れ戻してほしいとななが助けを求めにボンソワールでの飲み会に現れた際、ななの頼みを了承した直人を兵馬のマンションに送り届ける。
実はその正体はももの中学、高校時代からの唯一の親友で、実家がグループを形成する程の大病院の令嬢であり、本当の職業は脳外科医だが、直人が女性からの誘惑に負けるような軽薄な人間なら、破局後も心に引っかかる直人を忘れられるだろうと考えたももからの依頼で、友情半分、興味半分で直人にハニートラップを仕掛けるため、偶然を装い近づいていた。
実際は自分のことを大先生と言ってしまうような高飛車な性格で、言葉遣いも悪く、化粧や服装も派手だが、正体を隠すために直人たちと会う時は普段はかけていない眼鏡をかけ、借り物の地味な服や靴を着用し、車まで借りて、子供好きでお菓子作りが趣味の、女子力の高い礼儀正しく優しい人物を演じていた。
直人と図書館の帰りに立ち寄った公園で、親から孫の顔が早く見たいと言われ、婚活をしていると言っていたのは嘘で、幼少の頃、自分に厳しく接していた母が、自身が5歳の時に生まれた家業（病院）の跡取りになるであろう弟には優しく接し、弟にばかりかまって自分を放置し、愛情を注いでくれなくなったことがトラウマとなり、今でも精神が落ち着かない時があり、自分に子供ができたら母親のような毒親になるのではないかと、ハニートラップで演じている自分でない、本当の自分の苦しみを直人に吐露したところ、直人からあなたは何も悪くないと慰められ、直人の優しさに触れて、本当に直人のことを好きになりそうになる。
下着姿で直人を誘惑しようとしたが、直人のももを思う気持ちが強かったために失敗し、失敗後はボンソワールで直人の仲間たちに自分の正体や直人をハニートラップにかけようとしていたことをカミングアウトする。
吉池拓真（よしいけ たくま）〈33〉
演 - 三浦貴大
ももの元婚約者。
結婚式当日にももから逃亡して、すでに妊娠していた浮気相手の真由美と責任感から結婚するが、本心では真由美のことを愛せていないと、ももに告げて復縁を迫るが、断られてしまう。
真由美と同居を始めたばかりの新居で引越しの荷物を整理していた際、真由美が月島流の師範代の免状を持っていたことを初めて知り、自身が真由美のハニートラップにかかってももを裏切ることになってしまったのではないかと疑念を抱き、真相を調べるよう、ももに手掛りとなる真由美の免状を託す。後日、ももから真由美が月島流の免状を持っていたことは単なる偶然だと、真実を伏せて虚偽の報告を受けるが、そのことを信じられない拓真は確証がないものの、真由美がハニートラップを自分にかけてきたことを知っているかのように鎌をかけ、夫婦だから隠し事はいけない、真実を言っても赤ちゃんもいるのに夫婦の関係は変わらないと真由美を説得し、実際はやはり真由美が家元からの命令でハニートラップを仕掛けていたことを告白され、真実を知る。
自分を騙した真由美を許せず、携帯電話を置いたまま彼女のもとを去った後、市松の前に現れ、ももとの仲を引き裂かれた怒りから市松の頭部を桶で殴打し負傷させ再び消息を絶つが、行き場を失った彼はももの前に現れ、家元を負傷させたことを詫び、自分を騙した真由美とは離婚すると助けを求め、ももの自宅に身を隠すことになる。
ももと直人の教会での結婚式に乱入しももを奪い去るが、ももの自宅に逃げ帰ると、そこにはももに呼びだされた妻の真由美が待ち構えており、結局、直人との破局を作り出すためももに利用され、真由美の元に返されてしまう。
子供が生まれてからは、良きパパになっているとももは伝え聞いている模様。
吉池真由美（よしいけ まゆみ）〈28〉
演 - 西原亜希
拓真の妻。妊娠中。旧姓は岩下。
実は月島流の師範代の免許を持っており、家元の市松の命令でももから拓真を寝取っていた。
拓真との結婚後も、未練から拓真の前にたびたび現れるももに対し、罪悪感とともに恐れを抱いていた。
後にももに拓真を寝取ったことが発覚した際、謝罪する。
鎌倉洋二（かまくら ようじ）
演 - 西原純
「クラブ花」の店長。
三宅吉行（みやけ よしゆき）〈64〉
演 - 城後光義
直人や幸平、太郎たちの中学時代の恩師。現在は教頭になっている。
ひきこもりになってしまった宗太を心配し、心優しい直人なら宗太を立ち直らせることができるのではないかと考え、直人に宗太を引き合わせる。
夏休みの間、教え子の直人たちとつるんでボンソワールに出入りしている。
堀江宗太（ほりえ そうた）〈14〉
演 - 舘秀々輝
ひきこもりの中学生。学校でからかわれたり、母親の男性関係のだらしなさなどからひきこもりになり、家で暴れた際に母親を殺しかけてしまう。
自分のからにひきこもっていることを打破するために、夏休みの間に自転車で日本一周することを直人に勧められ、修理したももの自転車を提供される。
初めはネットカフェに入り浸ったり、自転車のタイヤがパンクするトラブルに見舞われリタイヤを考えるなど、日本一周することを真剣に考えていなかったが、そのたびに直人からSNSのメッセージで励まされ、少しずつではあるが日本一周に向けて行動するようになる。
自転車で山梨まで旅が進み、富士の樹海に入り込んだところで、高嶺に咲く綺麗な花を摘もうと嶺を登った際、足を踏み外し転落して気を失うが、樹海に住む男・坂東に助けられる。
傷が癒え旅を再開しようとしたが、直人から手術を恐れ坂東が病院から抜け出していることを教えられていたため、坂東は自分の味方になってくれたので、自分も坂東の味方だと旅支度を放り投げて、坂東に寄り添い樹海に留まる。
ひきこもりになる前、同じ中学に通っている芽衣に恋心を抱いていたが、学校でこっそりスマホで芽衣の写真を撮影していたのを男子生徒たちに見つかってしまい、そのことを芽衣本人や他の女生徒たちの前でばらされ、盗撮を知り不快感を抱いた女生徒たちに促される形で、芽衣から写真の消去を求められ、芽衣から拒絶された苦い経験を持つ。
嘔吐して倒れていた坂東を発見し、病院に搬送したいが、住所が分からず救急車の要請ができないと直人に携帯電話を使って相談し、最後に道路に身を乗り出して命がけでトラックを停止させ、坂東を病院に搬送することに成功して、坂東は一命を取り留める。
坂東を病院に搬送させ、一命を取り留めさせたものの、そのことで手術が怖くて逃げていた坂東が手術を受けなければならない状況になってしまったことを、本当に正しいことをしたのだろうかと悩んでいたが、病院に駆けつけてくれた直人から、宗太は坂東の自殺を止めたと励まされ、日本一周の自転車旅行を再開する。
日本各地で風景をスケッチしながら自転車の旅を終えた宗太は、ももに借りていた自転車を返すために直人の自転車店を訪れると、どこから聞きつけたのか商店街の人たちが大勢集まって宗太が無事旅から戻ってきたことを祝福しくれる。その人ごみの中には芽衣や宗太をからかっていた男子生徒たち、病院に入院しているはずの坂東もまぎれていて、宗太にお帰りと労いの言葉をかけてくれる。最後には宗太の母親が現れ、みんなと同じように「お帰り」と労いの言葉をかけられると「俺もう、大丈夫だから」と母を安心させる言葉を返す。そこには引きこもっていたころの宗太ではなく、旅を通じて自信に満ち溢れ精悍な表情になった宗太がいた。

坂東基樹（ばんどう よしき）
演 - 博多華丸
富士の樹海に暮らす男。元美術教師。名前に掛けて自身のことをイルカと名乗る。
嶺から転落し負傷した宗太を介抱し、宗太に美術の才能があることを見抜くと、彼に絵を描くことを勧める。
パジャマを着て生活していたことから、直人に病院を抜け出していることを看破される。
脳腫瘍を患い余命を告知されており、運命を受け入れる心づもりでいたが、助かる可能性が低い手術を受け持つという医師が現れたために、手術中に死んでしまうのではないかと余命を告知されたときより恐くなり、どうせ死ぬのなら自分の意思で死んでしまおうと病院を抜け出し富士の樹海に来たものの、結局死ねないままでいた。
りっちゃん（律子）（演 - 野口かおる）と呼ぶ恋人がいて、宗太には美人であると言っていたが、坂東が搬送された病院に駆けつけたりっちゃんと対面した宗太から、そうでもないと言われてしまう。
日本一周を終えた宗太を労うため、商店街を訪れている。
風間節子（かざま せつこ）〈74〉
演 - 十朱幸代
亡くなった直人の母。二十年来自宅療養していた。
生前、事あるごとに世間話や直人の父との思い出を通して、直人に男の心構え、女性の習性など人生訓を教えていた。

## スタッフ
- 脚本 - 野島伸司
- 音楽 - 上野耕路
- 主題歌 - エルヴィス・プレスリー「ラヴ・ミー・テンダー」（ソニー・ミュージックジャパンインターナショナル）[8]
- チーフプロデューサー - 西憲彦
- プロデューサー - 松原浩、鈴木亜希乃、渡邉浩仁
- 演出 - 大塚恭司、狩山俊輔、岩﨑マリエ
- いけばな監修 - 大谷美香
- 制作協力 - AXON
- 制作著作 - 日本テレビ

## 放送日程
| 各話                                                                       | 放送日  | ラテ欄                                                                                         | 演出       | 視聴率 |
| -------------------------------------------------------------------------- | ------- | ---------------------------------------------------------------------------------------------- | ---------- | ------ |
| 第1話                                                                      | 7月11日 | 天才華道家と町の自転車屋がまさかの運命の恋に落ちる!? 野島伸司脚本怒涛の純愛エンタテインメント  | 大塚恭司   | 11.1%  |
| 第2話                                                                      | 7月18日 | 早くも交際宣言!? 天才華道家キャバクラ嬢に化け自転車屋に迫る! 怒濤の純愛ついに動き出す          | 大塚恭司   | 09.6%  |
| 第3話                                                                      | 7月25日 | 今夜、美女が哀しい野獣に優しいキス…怒涛の展開 結婚破談は誰かの策略 姉妹を引き裂く男も          | 狩山俊輔   | 08.2%  |
| 第4話                                                                      | 8月01日 | ついにももの正体が…キャバクラ嬢は天才華道家!? 本物のキス! 妹からの宣戦布告! 怒濤の展開今夜激震 | 狩山俊輔   | 09.2%  |
| 第5話                                                                      | 8月08日 | 華道の名家に招かれて…まさかの結婚宣言! 破門! 襲われる父! 明かされる母の死の真相、秘めた想い…   | 岩﨑マリエ | 08.2%  |
| 第6話                                                                      | 8月15日 | 第一章今夜、最終回! 結婚式で実行される驚くべき計画… 衝撃的な結末! その時、二人は…!?            | 大塚恭司   | 07.8%  |
| 第7話                                                                      | 8月22日 | 第二章新しい出会い、壊れる妹… 二人は再びめぐり逢えるか? 愛と哀しみの新ステージ始まる           | 狩山俊輔   | 09.9%  |
| 第8話                                                                      | 8月29日 | ついに姉妹対決! 恋を捨てた姉VS憎む妹… まさかの結末! 男は壊れていく愛しい女を救えるか           | 岩﨑マリエ | 09.3%  |
| 第9話                                                                      | 9月05日 | 最終回直前! 愛と哀しみ、嘘と裏切りが激動する! 出生の秘密、恋の裏側頂上決戦…残り2回を見逃すな   | 松原浩     | 09.9%  |
| 最終話                                                                     | 9月12日 | 今夜すべての哀しみと嘘と裏切りが愛に変わる… 最後の一瞬まで衝撃&怒涛のラブストーリー涙の完結    | 大塚恭司   | 11.4%  |
| 平均視聴率9.5%（視聴率はビデオリサーチ調べ、関東地区・世帯・リアルタイム） |         |                                                                                                |            |        |

- 第1話は22時 - 23時10分の10分拡大放送。